# 悪は存在しない
『悪は存在しない』（あくはそんざいしない）は、2023年に製作された日本映画。監督・脚本は濱口竜介。同年に開催された第80回ヴェネツィア国際映画祭で銀獅子賞（審査員賞）を受賞し、濱口はアカデミー賞と世界三大映画祭すべてにおいて主要賞受賞を果たした黒澤明以来2人目の日本人監督となった。

## 概要
本作は濱口の前作『ドライブ・マイ・カー』で作曲を務めた石橋英子の依頼から始まっている。石橋は『GIFT』と題する自身のライブ・パフォーマンスのための映像制作を濱口に依頼。しかし濱口はそうした制作の経験がなく、石橋との協議を重ねる中で抽象的なイメージ映像のようなものではなく、明確な物語映像を希望していることがわかり、次第に物語が膨らみ始めたという。そのため、石橋の演奏に使う映像と並行して本作が劇映画として作られることになった。
濱口は石橋の仕事場がある長野県の諏訪地域を度々訪れ、この映画の撮影も多くはそこで行われた。また濱口は周辺集落の人々から森や動物についての実践的な知識を数多く習得し、それは劇中に盛り込まれている。また映画に登場する開発計画も、一部は実際に八ヶ岳周辺で説明会が行われた計画からアイデアが取られている。
主演をつとめた大美賀均は助監督などをつとめていた制作スタッフで、本作でも本来は制作側に回るはずだったが、シナリオが完成する間際の段階で濱口から俳優として出演を求められたという。

## あらすじ
山奥の小さな集落・水挽町（みずびきちょう）で暮らす男・巧と、その一人娘・花。集落の人々は美しい森と澄んだ雪解け水に支えられて静かな暮らしを守ってきた。ある日、そこへ東京で芸能事務所を本業とする企業からホテル設備を備えたキャンプ場「グランピング」の設置計画が持ち込まれる。企業はこの計画は多くの観光客を呼び込んで集落は大いに潤うはずだと説く。しかしそこに置かれる浄化槽は、人々が誇りとする自然水を汚染し、宿泊客による山火事の危険も懸念される。そしてこれはコロナ助成金目当てのずさんな計画らしい。人々はざわめき始める。
住民説明会へやってきた担当者・高橋と黛に、集落の人々は理を尽くして反論する。この集落の住民の多くは元々都会からの移住者であり、ここへ新たに加わりたいときちんと考えた計画なら反対する理由は何もない。しかしこの土地の人にとって自然の湧水はきわめて大切なもので、それを損ないかねない計画はどうしても認めがたい。性急に計画を進める前にここで暮らすことがどんな責任を負うことなのか、どうか一度よく考えてほしいと訴える。
高橋らは「地元の人は決して愚かではない」と態度を改め、計画のいい加減さに気づくようになる。しかし計画を立てた企業側は「助成金の申請期限が迫り、ガス抜きの説明会が済んだ以上、予定どおり設置を進めればよい」と方針を曲げない。板ばさみとなった高橋らは、集落から信頼を得ているらしい巧に協力を仰ごうと考える。
高橋と黛は再び集落を訪ねる日、車内で自分たちが芸能事務所に勤めることになったいきさつを語り合いながら、自分たちが仕事に疑問を抱き始めたと気づきはじめる。村落に着くと、高橋らは上司の指示どおり巧に施設管理人を打診してみるが、巧ははっきりした返事を帰さないまま、薪割りや食事を共にしながら自然の中で過ごす。そこでも巧は高橋たちの開発計画に何も語ろうとしないが、花を迎えにゆく車内で、建設予定地は鹿の通り道なのに施設ができれば鹿はどこへ行けばよいのかとつぶやく。巧の言葉を理解できないまま、高橋は鹿などどこかへ行くだろうと応じ、巧は黙り込む。
迎えに着いた巧らは、花が行方不明になったと知る。集落の人々が総出で花を捜索した末、巧と高橋は森の中の開けた草原で、傷を負った鹿と向かい合っている花を発見する。鹿に目を奪われている高橋を巧は突き飛ばし、地面にねじ伏せて失神させる。巧はその後、倒れている花のそばに駆け寄る。花は血を流し気を失っている。巧みは花を抱えて草原を後にし、森の中を駆けてゆく。

## キャスト
- 安村巧：大美賀均
- 安村花：西川玲
- 高橋啓介：小坂竜士
- 黛ゆう子：渋谷采郁
- 峯村佐知：菊池葉月
- 峯村和夫：三浦博之
- 坂本立樹：鳥井雄人
- 木崎ヨシ子：山村崇子
- 長谷川智徳：長尾卓磨
- 堀口明：宮田佳典
- 駿河一平：田村泰二郎

## スタッフ
- 監督・脚本：濱口竜介
- 音楽：石橋英子
- 企画：濱口竜介、石橋英子
- エグゼクティブプロデューサー：原田将、徳山勝巳
- プロデューサー：高田聡
- 撮影：北川喜雄
- 録音・整音：松野泉
- 美術：布部雅人
- 助監督：遠藤薫
- 制作：石井智久
- 編集：濱口竜介、山崎梓
- カラリスト：小林亮太
- 配給：Incline
- 配給協力：コピアポア・フィルム
- 宣伝：Uhuru Films
- 製作：NEOPA、fictive

## 製作
Fictive、Neopaによる共同製作。世界販売はドイツの M-アピール社、北米配給はアメリカのヤヌス・フィルムが担当。撮影はドルビー・デジタル、アスペクト比1.66:1、ブラックマジック（Blackmagic Pocket Cinema Camera 6K）。製作費130万ドル、全世界の興行収入は2024年9月時点で約320万ドル。上映劇場は最大で138館、世界での平均上映期間3.8週（北米では約3か月）。
- 架空の町「水挽町」は、主に長野県諏訪郡の富士見町と原村で撮影が行われ、これに山梨県小淵沢[9][10]。原村は是枝裕和が手掛けた『怪物』（2023）でもメインの撮影地となった場所である[10]。また諏訪郡は宮崎駿が『もののけ姫』（1997）の構想を練る際に訪れた場所でもあるという[11]。
- 「グランピング」場の建設説明会が開かれた公民館は、富士見町立沢区にある「立沢構造改善センター」の看板を掛け代えて撮影された。巧が湧水を汲むシーンは、このセンターのすぐ裏手で撮影されている[10]。

## 評価

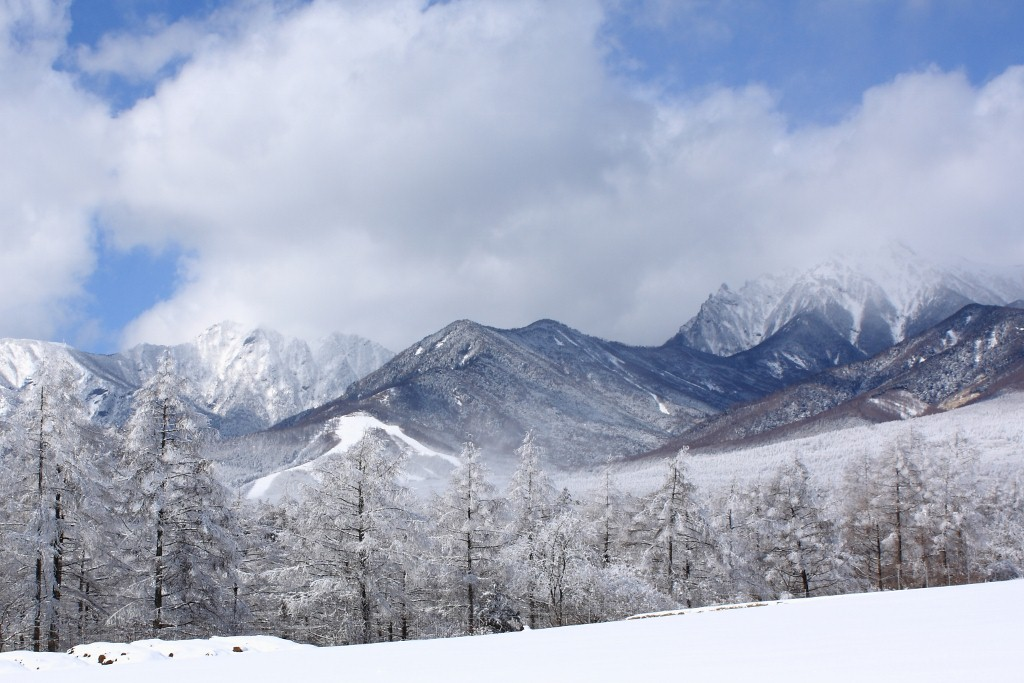
野辺山高原からのぞむ八ヶ岳（2010年）。映画は主に八ヶ岳周辺など長野県の諏訪地域で撮影された。

本作は2023年8月から開催された第80回ヴェネツィア国際映画祭で銀獅子賞を受賞した後、秋にかけてトロントやニューヨークなど各地の主要映画祭に招聘された。
特に2021年に『ドライブ・マイ・カー』がアメリカで高評価を呼ぶ切っ掛けとなったニューヨーク映画祭は、本作を「予測のつかない映画的体験をもたらす」と評し、再び主要紹介作品の一つに選び出した。
イギリスの『ガーディアン』紙やアメリカの『IndieWire』誌は、「都会と自然の対立という昔ながらの問題に安易な解決を許さない脚本と、濱口独特の不気味な物語技法が相まって強い印象を残す」などと論評した。『ハリウッド・リポーター』誌や『バラエティ』誌も本作に描かれた自然と人間の関係に注目し、それをきわめて繊細・優雅に表現したところに濱口の独自性と優れた手腕が示されていると評した。
また、英国映画協会は『ドライブ・マイ・カー』に続く本作で濱口は現代の最も偉大な演出者のひとりであることを再び証明したと指摘。『Deadline』誌なども『ドライブ・マイ・カー』との類似性を論じ、「何気ない会話から不穏で予測不能な空気を作り出してゆく催眠術のような力を孕んだ作品」などと評した。『フィナンシャル・タイムズ』紙は「作品のこうした不穏さ・不吉さが、濱口流の省略の多い作劇法から来るものだ」と論じている。
2023年10月に行われた第67回ロンドン映画祭のコンペティション部門において、審査員の全員一致で作品賞 (Best Film) を受賞した。審査団は声明で「（この作品は）繊細かつ映画的で、力のこもった演技によって支えられている。（中略）家族とそのコミュニティに関する美しい肖像であると同時に、自然の再開発を巡る倫理的課題の複雑さについての考察にもなっている」と述べている。黒沢清が審査員長を務めた第17回アジア・フィルム・アワードでは作品賞と音楽賞を授与した。

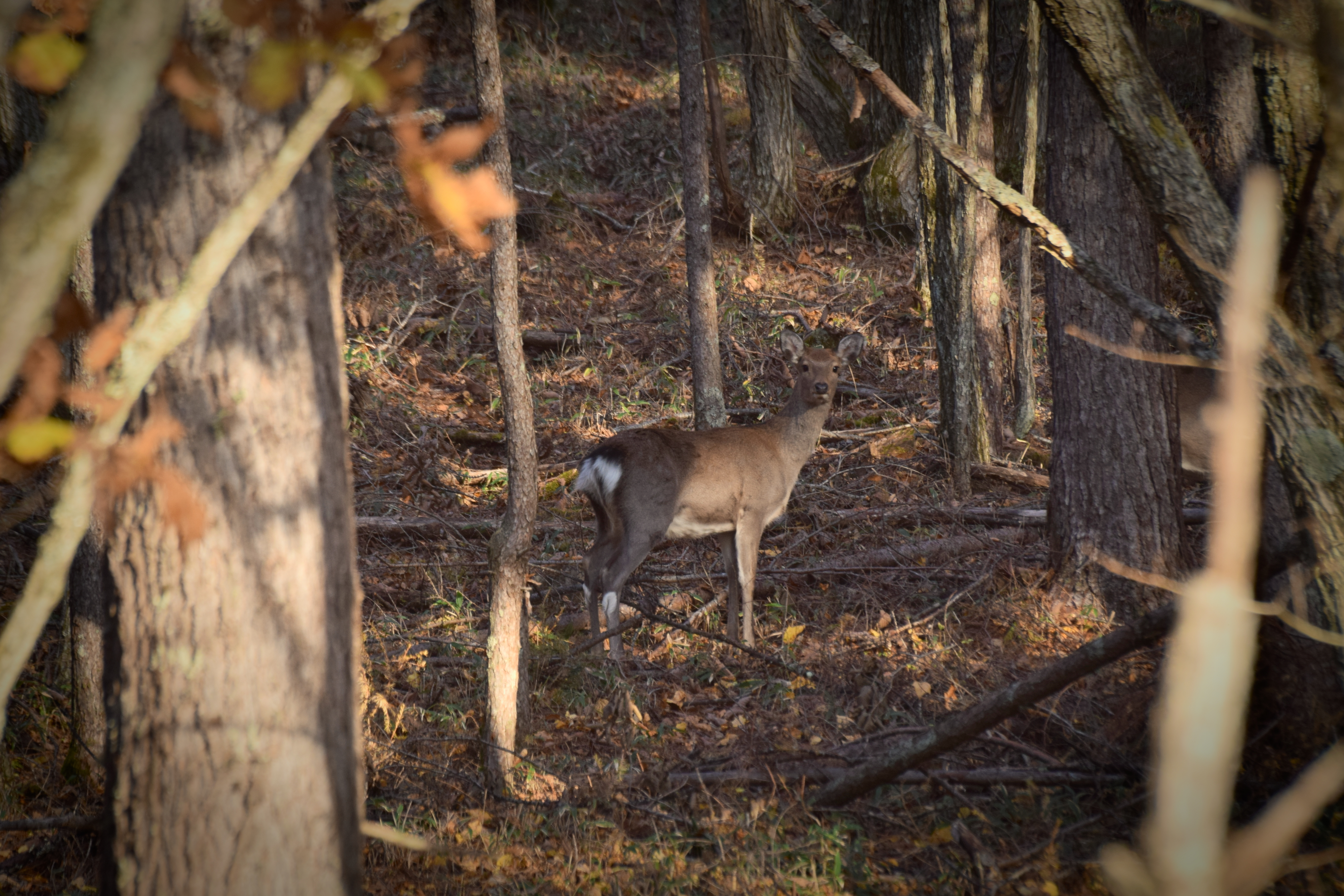
長野県の諏訪地域には多数の野生の鹿が生息する（蓼科、2019年）。本作ではそうした野生動物の存在・痕跡が現地で撮影され、作中で重要な意味を担う。

2024年4月に本作がイギリスで公開されると、同国の映画批評誌『Sight & Sound』は濱口を表紙とする特集を組み、彼が持つ「自信に満ちていながら繊細な感情表現や、物語上のひねりを重視する極めて独自の映画言語」は東京藝大の修了製作から本作まで一貫している、などと論じた。
日本国内では2024年の春頃から先行試写が開始、多くの論評の対象となった。評論家の蓮實重彦は主人公の親子の関係を中心に、「帽子を脱ぐ」といった仕草に注目した独自の読解を展開し、「名高いスターなど一人も出ていないのに絶対見る価値のある稀有な作品」と高く評価した。また評論家の三浦哲哉は、特に素人の俳優らを使った濱口の演出力に注目し、「誰もが深い胸騒ぎを覚えるにちがいないストーリーテリングのおもしろさと、軽やかで大胆な造形的実験とが稀有なバランスで融合した傑作」と絶賛している。
欧米で一般公開が始まった直後の2024年5月の時点で、映画レビューサイト「Rotten Tomatoes」では批評家の92％が好意的な反応を示したが、一方で「情景は美しいものの、物語が曖昧で起伏を欠く」などとする批判も掲載されている。

### エンディングの解釈
2023年秋にかけて各国の主要映画祭で本作が公開されると、とりわけエンディング部分の解釈をめぐって多くの議論の対象となった。ミステリアスながらおおむね一般の劇映画のような明快な構造をもって進行する本作において、濱口が衝撃的なエンディングによって登場人物たちを「詩的なメタファー」に昇華させようとしたとする意見や、自然を支配せずにはいられない人間の衝動を暗示しているとする見方まで、様々な解釈が提出されている。その多くは本作のエンディングを肯定的に捉えているが、「唐突すぎる」「あまりに謎めいていて理解できない」とする否定的な声も一部の批評家から出されている。
監督の濱口自身は「画面に映っているものがすべて」だとして自身の意図を明言していないが、登場人物の結末については「どちらとも明確にならないような編集点が設定されている」と断っている。

### 受賞
- 第80回ヴェネツィア国際映画祭（2023年） - 銀獅子賞（審査員大賞）、国際映画批評家連盟賞
- 第71回サン・セバスティアン国際映画祭（2023年） - Lurraグリーンピース賞
- 第67回BFI ロンドン映画祭（2023年）- 作品賞[35]
- 第16回アジア太平洋映画賞（2023年） - 審査員特別賞[36]
- 第15回ウランバートル国際映画祭（2023年）- 観客賞
- Cineeuropa（2023年）新人審査員・最優秀作品賞
- 第11回バルセロナ・アジア映画祭（2023年） - 公式部門 最優秀作品賞[37]
- 第28回ケララ国際映画祭（IFFK）（2023年） - ゴールデン・クロウ・フェザント賞（最高賞）[38]
- 2023年度アジアン・フィルム・フェスティバル・バルセロナ（AFFBCN）- 作品賞[39]
- 第17回アジア・フィルム・アワード（2024年）- 作品賞、音楽賞[24]

## 公開・封切り
日本国内では2024年3月下旬 - 4月中旬にかけての先行試写を経て、4月26日に東京都内の2館で限定的に一般公開が開始。5月4日以降、全国でミニシアターを中心に公開が拡大され、封切り初週の観客数は邦画全体で第15位、ミニシアター系に限れば第1位となった（興行通信社調べ）。
国外ではイギリスの4月5日を皮切りに5月にかけてアメリカなど各国で封切られ、公開初週時点の世界全体の興行成績は182万ドル弱となっている。
中でもニューヨークでは、リンカーン・センター映画協会が本作の封切り前に濱口の東大時代の自主映画『何喰わぬ顔』まで含めた回顧特集を組んだ他、さらに濱口と石橋英子を招いた『GIFT』上演を経て、マンハッタン内の2つの商業館で同時公開となった。外国映画の一般上映が極めて限定的なアメリカにおいては異例の措置で、「『ドライブ・マイ・カー』以来の、濱口に対するニューヨーク市民の期待の高さをうかがわせる事態」などと論評された。

## GIFT
『GIFT』は企画の出発点となった石橋英子のソロ・ライブの名称で、そのために濱口が製作した映像にも便宜上『GIFT』の題名が与えられている。『悪は存在しない』と同じ撮影から別テイク・別ショットを使いながら別の構造を持つ映像作品として組み立てられた。
映像はわずかな字幕・一部のセリフを除いて全てサイレントで、石橋のパフォーマンスはこの上映に合わせて、石橋が即興で音楽を演奏する形で行われる。演奏時間に合わせ、映像の長さも約74分と映画版に比べて短くなっている。サイレントのため物語は観客に明確には提示されず、フルートやパーカッションを反復し続ける電子音楽と相まって、石橋のソロ・ライブは「きわめて神秘的・瞑想的な体験」と評されている。
『GIFT』の映像編集は『ドライブ・マイ・カー』に続いて山崎梓が担当した。脚本を見ていない状態で映像だけを見ながら約10時間あった素材を40分間に編集し、それを演奏時間に合わせてやや引き伸ばして完成させたという。濱口は、この『GIFT』の編集を一部残しながら本作『悪は存在しない』のための再編集を行ったことが「物語に依存しすぎない夢のような印象を生んだ」と語っている。また、濱口は観客の感情をコントロールする手段として音楽を過度に使わないという自らの製作方針が、今回は石橋のライブ音楽を基本としたことで、自然に達成できたという。
石橋のパフォーマンスは、2023年10月18日にベルギーの第50回ゲント国際映画祭（英語版）で初演された後、2024年にニューヨークでも上演された。日本では2023年11月23日の第24回東京フィルメックスが国内初演となった。

## 関連記事
- "Oscar-winning director Ryûsuke Hamaguchi: ‘The world is full of mystery and absurdity’," The Guardian, 1 Apr 2024.
- "Ryusuke Hamaguchi on Evil Does Not Exist: “I Love Being Puzzled”," AnOther, Sept. 07, 2023.
- "Ryusuke Hamaguchi talks ‘Evil Does Not Exist’: “It felt like shooting a film for the first time”," ScreenDaily, 5 Sept. 2023.
- "Ryusuke Hamaguchi Embraces the Unknowable With Oscars Follow-Up ‘Evil Does Not Exist’," Hollywood Reporter, Sept. 4, 2023.
- 『悪は存在しない』が長編映画となった転機／濱口竜介監督インタビュー＜前編＞（Screen Online, 2024-04-23）
- 濱口竜介監督が明かす、特異な成り立ちの「悪は存在しない」に込めた真意（映画.com, 2023-09-29）
- 濱口竜介監督インタビュー：「どっちとも言えない」という視座を丁寧に描くこと（CINRA, 2024-04-26）
- 「濱口竜介×今井むつみ：映画制作を通して向き合う、言語と演技の本質」（『中央公論』2024年5月号）
- 藤井仁子「『悪は存在しない』の「わからなさ」について」（『群像』2024年10月号）
- 「濱口竜介監督が語る『日本映画の現在地』」（『AERA』2024年4月22日号）

## 関連文献
- 木下千花「二個の者がsame space ヲ occupyスル訳には行かぬ―濱口竜介の映画世界における時空間とモノガミー」（『群像』2024年10月号）
- Jacobson, Brian R. "Evil Does Not Exist: Downstream Environmental Form Available to Purchase," Film Quarterly (2024) 78 (2): 18–23
- "Perfect Harmony: Hamaguchi Ryusuke in conversation with Ishibashi Eiko," Sight & Sound, May 2024 issue.
- "Atteindre le mystère: Entretien avec Ryûsuke Hamaguchi," Cahiers du Cinéma, no. 808, avril 2024.